# Ljudmyla Luzanová
Ljudmyla Volodymyrivna Luzanová (ukrajinsky Людмила Володимирівна Лузан, * 27. března 1997 Ivano-Frankivsk) je ukrajinská rychlostní kanoistka. Studuje Ukrajinskou národní univerzitu tělesné výchovy a sportu. Jejím trenérem je Mykola Macapura.
Do čtrnácti let se věnovala závodně gymnastice, avšak limitovala ji příliš vysoká postava, proto se na radu bratra zaměřila se na kanoistiku. Získala stříbrnou medaili v závodě singlkánoí na Letních olympijských hrách mládeže 2014. V roce 2015 se stala juniorskou mistryní světa.
Na mistrovství Evropy v rychlostní kanoistice 2018 byla třetí na půlkilometrové trati. Startovala na evropských hrách 2019, kde byla v závodě deblkánoí na 500 metrů její partnerkou Anastasija Četverikovová a obsadily páté místo. Na mistrovství Evropy v rychlostní kanoistice 2021 vyhrála závody C1 na 500 m a C2 na 500 m, byla druhá na C1 200 m a třetí na C2 200 m. Na Letních olympijských hrách v Tokiu získala bronzovou medaili v individuálním závodě na 200 metrů a spolu s Četverikovovou obsadily druhé místo v závodě dvojic na 500 metrů. Byla vlajkonoškou ukrajinské výpravy při závěrečném ceremoniálu her. Na mistrovství světa v rychlostní kanoistice 2021 se stala první ukrajinskou kanoistkou, která získala tři medaile na jednom šampionátu, když s Četverikovovou vyhrála C2 500 m, byla druhá v individuálním závodě a třetí v závodě čtyřkánoí. Vyhrála také šest závodů světového poháru v kanoistice.
V roce 2021 jí byl udělen Řád kněžny Olgy.